# Carrie Chapman Catt
Carrie Chapman Catt (9 tháng 1 năm 1859 – 9 tháng 3 năm 1947) là người lãnh đạo phong trào đòi quyền bầu cử cho phụ nữ, người đã tranh đấu cho Tu chính án Hiến pháp Hoa Kỳ thứ 19 đem lại quyền bầu cử cho phụ nữ Hoa Kỳ từ năm 1920. Catt làm chủ tịch Hiệp hội quốc gia quyền bầu cử của Phụ nữ Hoa Kỳ (National American Woman Suffrage Association) đồng thời là người sáng lập Liên đoàn cử tri phụ nữ và Liên minh Phụ nữ Quốc tế (International Alliance of Women).

## Cuộc đời
Tên khai sinh của bà là Carrie Clinton Lane sinh tại Ripon, Wisconsin. Catt sống thời niên thiếu ở Charles City, Iowa. Bà tốt nghiệp trường Iowa State College (sau này là Đại học bang Iowa) tại Ames, Iowa. Bà là thành viên của Hội sinh viên đại học Pi Beta Phi (ΠΒΦ), là đại diện sinh viên đọc diễn văn từ biệt trong lễ tốt nghiệp của lớp, và là phụ nữ (đại diện) duy nhất. Bà làm giáo viên và sau đó trở thành nữ giám thị các trường ở Mason City, Iowa năm 1885.
Năm 1885 Carrie kết hôn với Leo Chapman, một biên tập viên nhật báo, nhưng ông đã qua đời ở California chỉ sau đó ít lâu. Cuối cùng bà đã đứng vững trên đôi chân của mình, nhưng chỉ sau một số kinh nghiệm đau đớn trong thế giới làm việc của nam giới.
Năm 1890, bà kết hôn với George Catt, một kỹ sư giàu có. Cuộc hôn nhân này đã cho phép bà dùng phần lớn thời gian mỗi năm để đi vận động đấu tranh cho quyền bầu cử của phụ nữ, một sự nghiệp mà bà đã tham gia khi còn ở Iowa trong cuối thập niên1880. Catt cũng gia nhập Hội liên hiệp phụ nữ Kitô giáo không uống rượu (Women's Christian Temperance Union).

## Sự nghiệp
Tháng giêng năm 1915, cùng với Jane Addams, Catt đã lập ra "Đảng Hoà bình của Phụ nữ" (Woman's Peace Party), tiền thân của Liên đoàn Phụ nữ Quốc tế vì Hòa bình và Tự do.
Catt trở thành đồng nhiệp thân cận của Susan B. Anthony, người đã chọn Catt kế vị mình làm người lãnh đạo Hiệp hội quốc gia quyền bầu cử của Phụ nữ Hoa Kỳ. Bà được bầu làm chủ tịch Hiệp hội này 2 lần; nhiệm kỳ đầu từ năm 1900 tới 1904 và nhiệm kỳ sau từ năm 1915 tới 1920. Nhiệm kỳ sau của bà trùng hợp với thời điểm sôi động nhất của phong trào đòi quyền bầu cử của phụ nữ ở Hoa Kỳ, và lên tới tột điểm khi chấp thuận Tu chính án Hiến pháp Hoa Kỳ thứ 19 năm 1920. Hiệp hội là tổ chức lớn nhất từ trước tới nay đấu tranh cho quyền bầu cử của phụ nữ ở Hoa Kỳ. Từ những nỗ lực đầu tiên của bà ở Iowa trong thập niên năm 1880 tới những nỗ lực chót của bà ở Tennessee vào năm 1920, Catt đã trông nom hàng chục chiến dịch vận động, huy động vô số tình nguyện viên (1 triệu người vào lúc kết thúc), và đọc hàng trăm bài phát biểu. Sau khi Tu chính án Hiến pháp Hoa Kỳ thứ 19 được thông qua, Catt đã rút khỏi "Hiệp hội quốc gia quyền bầu cử của Phụ nữ Hoa Kỳ".
Catt thành lập Liên đoàn cử tri phụ nữ năm 1920 như một tổ chức kế tục "Hiệp hội quốc gia quyền bầu cử của Phụ nữ Hoa Kỳ". Cùng năm, bà làm ứng cử viên Tổng thống cho đảng Commonwealth Land Party.
Catt cũng là một nhà lãnh đạo Phong trào quyền bầu cử của phụ nữ quốc tế. Bà đã giúp thành lập Liên minh quốc tế quyền bầu cử của phụ nữ (International Woman Suffrage Alliance) năm 1902, làm chủ tịch tổ chức này từ năm 1904 tới năm 1923. Liên minh này vẫn còn tồn tại, nay là Liên minh Phụ nữ Quốc tế (International Alliance of Women).
Catt tích cực hoạt động cho sự nghiệp chống chiến tranh trong các thập niên 1920 và 1930. Từ năm 1919 tới 1928, bà cư ngụ ở Juniper Ledge tại Briarcliff Manor, New York. Năm 1928, bà định cư ở New Rochelle, New York. Bà thường được công nhận là một trong các nhà lãnh đạo phụ nữ trứ danh nhất trong thời của mình.
Năm 1933, để phản ứng lại việc lên nắm quyền lực ở Đức của Adolf Hitler, trong đó ông ta sử dụng "chủng tộc Do Thái như một vật tế thần cho các vấn đề tồi tệ nhất của Đức", Catt đã tổ chức Ủy ban phản đối của các phụ nữ không là người Do Thái chống việc truy hại người Do Thái ở Đức. Nhóm này thu thập được 9.000 chữ ký của phụ nữ Mỹ không là người Do Thái và đính kèm trong một thư phản đối gửi cho Hitler trong tháng 8 năm 1933. Lá thư này chỉ trích các hành động bạo lực và "các luật hạn chế chống lại người Do Thái ở Đức". Catt đã làm áp lực chính phủ Mỹ phải nới lỏng các luật nhập cư để các người Do Thái có thể dễ được tị nạn ở Hoa Kỳ. Vì các nỗ lực trên, Catt đã trở thành người phụ nữ đầu tiên được trao Huy chương Hebrew Mỹ (American Hebrew Medal).
Carrie Chapman Catt từ trần tại New Rochelle năm 1947 và được mai táng ở Nghĩa trang Woodlawn, Bronx, New York